# Adrián Scribano
Adrián Scribano (Ciudad de Córdoba, 9 de agosto de 1960) es un sociólogo e investigador argentino.
Es investigador principal del CONICET en el Instituto de Investigaciones Gino Germani, donde dirige el Grupo de Estudios sobre Sociología de las Emociones y los Cuerpos. Es profesor del seminario “Teoría Social, metodología y epistemología. Cruces y Entramados” en la Facultad de Ciencias Sociales, UBA.
Ha realizado importantes aportes a la sociología mediante propuestas alternativas de investigación social; enmarcado en categorías como: sociología de las emociones, postcolonialidad, cuerpos, teoría social y metodología de la investigación. 
Dicta cursos de posgrado en el país y en el exterior. Dirige la Revista Latinoamericana de Estudios sobre Cuerpos, Emociones y Sociedad. La Universidad Nacional del Altiplano de Puno, le concedió el doctorado honoris causa el 29 de octubre de 2020.
Es autor de numerosos libros, capítulos de libro y artículos en revistas nacionales e internacionales.

## Biografía

### Educación
- Doctor en Filosofía por la Universidad de Buenos Aires. Facultad de Filosofía y Letras. Con tesis elaborada "Política, Poder y Estado en la Obra de Anthony Giddens. Posibilidades de una Fundamentación Epistemológica Alternativa en la Teoría Política 1995-1998-2002.
- Licenciado en Ciencias del Desarrollo. Especialización en Sociología Política. ILADES. Santiago de Chile. Posgrado reconocido por la Universidad de Lovaina para cursar su Doctorado y de igual valor que su Licenciatura en Ciencias Políticas y Sociales. Con nivel de maestría. 1987.
- Licenciado en Ciencia Política. Facultad de Ciencia Política y Relaciones Internacionales. Universidad Católica de Córdoba. 1985.
- Diploma de Derechos Humanos. Instituto de Derechos Humanos. Facultad de Derecho. Universidad Complutense. Madrid. España. 1983.

### Carrera Profesional
Profesor Cargo Titular en Teoría Social, Metodología y Epistemología: cruces y entramados. Carrera de Sociología Facultad de Ciencias Sociales. UBA. 2013 y continua.
Profesor a cargo Políticas de las Emociones en la Argentina, Hoy Carrera de Sociología Facultad de Ciencias Sociales. UBA. Otorga horas de investigación. Julio-diciembre 2012
Profesor a cargo Políticas de las Emociones en la Argentina, Hoy Carrera de Sociología Facultad de Ciencias Sociales. UBA. Otorga horas de investigación. Julio-diciembre 2010
Profesor Titular Regular de Metodología y Técnicas de Investigación. Instituto de Ciencias Sociales. Universidad Nacional de Villa María. Córdoba. Junio 2004 hasta mayo de 2010.
Profesor Titular Interino de Teoría Social. Instituto de Ciencias Sociales. Universidad Nacional de Villa María. Córdoba. Julio 1999 hasta mayo de 2010

## Publicaciones
Comunicaciones en congresos y trabajos inéditos

### Libros y documentos de trabajo
1. The Emotions in the Classics of Sociology: A Study in Social Theory Routledge UK (forthcoming)[7]
2. Cities, Capitalism and the Politics of Sensibilities (forthcoming),[8]
3. Imagining the Alterity: the position of the Other in the classic Sociology and Anthropology. Nova Science Publishers, NY, USA.[9][10]
4. Teoría social y políticas de las sensibilidades en tiempos de pandemia. ESEditora, Bs. As, Argentina.[11][12] http://estudiosociologicos.org/portal/teoria-social-y-politicas-de-las-sensibilidades-de-adrian-scribano/
5. Social Policies and Emotions. A look from the Global South Palgrave Macmillan, UK (en prensa).[13][14] UK https://www.palgrave.com/gp/book/9783030347383 (in press);
6. Love as a Collective Action: Latin America, Emotions and Interstitial Practices Routledge UK.[15]
7. Digital Labour, Society and Politics of Sensibilities Palgrave Macmillan. UK.[16]
8. Populism and Poscolonilism. Routledge UK.[17][18] Routledge UK;
9. O processo qualitativo de pesquisa social Editora Massangana/ Fundação Joaquim Nabuco. Recife - Pernambuco - Brasil (en prensa).[19][20]
10. Neoliberalism in Multi-Disciplinary Perspective. Palgrave Macmillan.[21] ISBN 978-3-319-77601-9 p.226.
11. Politics and Emotions. Houston USA: Studium Press llc.[22][20]
12. Scribano, A. (2017) Normalization, enjoyment and bodies/emotions: Argentine sensibilities. New York: Nova Science Publishers; p. 236.[23]
13. Scribano, A.; Aranguren, M. (Comp.) (2017) Aportes a una sociología de los cuerpos y las emociones desde el Sur. Buenos Aires: Estudios Sociológicos Editora; p. 359.
14. Scribano, A. (2016) La sociología de las emociones en Carlos Marx. Raleigh, NC . EEUU: Editorial A Contracorriente. p. 160. ISBN 978-1-945234-01-9.
15. Scribano, A. (2016) Investigación social basada en la Creatividad/Expresividad. ESEditora: Buenos Aires p. 153. ISBN 9789873713170.
16. Scribano, A. (2015) ¡Disfrútalo! Una aproximación a la economía política de la moral desde el consumo. ISBN 978-987-3990-02-1 Elaleph.com; Bs. As. Edit. p. 125.
17. Scribano, A. (Dir.) (2015) Regulación de las sensaciones y construcción de sensibilidades en la Argentina del 2010-2012. Documentos de Trabajo N.º 5 CIES, Bs. As. ISSN 2362-2598; p. 114.
18. Scribano, A. y Colaboradores. (2015) Introducción al Proceso de Investigación en Ciencias Sociales. CICUS - IMAGO MUNDI ISBN 978-987-693-085-7. Buenos Aires; p. 232.
19. Scribano, A. (Dir.) (2014) Los estudios sociales sobre cuerpos y emociones en Argentina: un estado del arte 1a ed. - Ciudad Autónoma de Buenos Aires: Estudios Sociológicos Editora, ISBN 978-987-3713-04-0; p. 172.
20. Scribano, A. (2013) (Comp.) Teoría Social, Cuerpos y Emociones Estudios Sociológicos Editora. ISBN 978-987-28861-4-1; p. 195. Bs. As.
21. Scribano, A. (2013) Encuentros Creativos Expresivos: una metodología para estudiar sensibilidades. Estudios Sociológicos Editora ISBN 978-987-28861-3-4; p. 173. Bs. As.
22. Scribano, A. 2012 Teorías sociales del Sur: Una mirada post-independentista. Buenos Aires, ESEditora. ISBN 978-987-26922-9-2 - E-Book Córdoba: Universitas - Editorial Científica Universitaria. ISBN 978-987-28861-0-3; p. 230.
23. Scribano, A, Magallanes, G y Boito, M. E. (Comp.) 2012 La fiesta y la vida. Estudios desde una sociología de las prácticas intersticiales Edit. CICCUS, Bs. As., pp. 219. ISBN 978-987-1599-92-9.
24. Scribano, Adrian. y Ferreira, Jonatas “Corpos em Concerto: diferenças, desigualdades, desconformidades” Editora da Universidade Federal de Pernambuco. Recife Brasil. 2011. ISBN 978-85-7315-884-7.
25. Scribano, Adrián y Lisdero Pedro “Sensibilidades en juego: miradas múltiples desde los estudios sociales de los cuerpos y las emociones” CEA. Unidad Ejecutora Universidad Nacional de Córdoba; p. 257. ISBN 978-987-26549-0-0, 257 2010
26. Scribano, A. y Boito, E. “El purgatorio que no fue. Acciones Profanas entre la esperanza y la soportabilidad.” Ed. CICCUS. ISBN 9789871599301; p. 283. Buenos Aires. 2010.
27. Scribano, A. y Figari, C. 2009 “Cuerpo(s), Subjetividad(es) y Conflicto(s) Hacia una sociología de los cuerpos y las emociones desde Latinoamérica” 978-987-9355-91-6. CLACSO-CICCUS.
28. Scribano, Adrián. Estudios sobre teoría social contemporánea. Ed. CICCUS. ISBN 978-987-9355-79-4; p. 283. Buenos Aires. 2009.
29. Scribano, Adrián. El Proceso de Investigación Social Cualitativo. Editorial Prometeo. ISBN 978-987-574-236-9; p. 300. Buenos Aires 2008.
30. Scribano, A. Magallanes, G. Gandía C. y Vergara, G. Metodología de la Investigación Social. Una indagación sobre las prácticas del enseñar y el aprender. ISBN es 978-987-572-135-2, Universidad Nacional de Villa María. Edt. Buena Vista Córdoba. 2007.
31. Scribano, Adrián (Comp) Policromía Corporal. Cuerpos, Grafías y Sociedad. ISBN 987-572-132-8.CEA CONICET Universidad Nacional de Córdoba - CUSCH -Universidad de Guadalajara. Colección Acción Social, Jorge Sarmiento Editor, Universitas. 310 pag Córdoba. 2007.
32. Luna, R. y Scribano, A. (Comp.) Contigo Aprendí…Estudios Sociales de las Emociones. ISBN 978-987-9357-74-3 CEA-CONICET-Universidad Nacional de Córdoba-CUSCH- Universidad de Guadalajara. 247 pp. Córdoba. 2007.
33. Scribano, Adrián (Comp.) (2007) Mapeando Interiores. Cuerpo, Conflicto y Sensaciones. OCLC 949624974. CEA—CONICET-Universidad Nacional de Córdoba. Jorge Sarmiento Editor. 214 pp. Córdoba 2007.
34. Scribano Adrián (Comp.) Zapatismo: La Otra Campaña. Apuntes de Investigación. ISSN 1850-3616; ISBN 987-23156-0-4. 2006. CEA-Universidad Nacional de Córdoba; CIIS; pp. 30-32. Córdoba, 2006.
35. Scribano, Adrián (Compilador). Geometría del Conflicto: Estudios sobre Acción Colectiva y Conflicto Social. ISBN 987-572-067-4. 2005. CEA- Universidad Nacional de Córdoba. Editorial Universitas. 294 pp. Córdoba. 2005.
36. Scribano, Adrián. Itinerarios de la Protesta y del Conflicto Social. ISBN 987-9357-59-0. 2005. CEA- Universidad Nacional de Córdoba- Instituto Académico Pedagógico de Ciencias Sociales. Universidad Nacional de Villa María. Editorial Copiar. 199 pp. Córdoba. 2005.
37. Scribano, Adrián (2014) Combatiendo Fantasma: Teoría Social Latinoamericana, una Visión desde la Historia, la Sociología y la Filosofía de la Ciencia. Universidad de Chile. Facultad de Ciencias Sociales. Magíster en Antropología y Desarrollo. Santiago de Chile. Ediciones MAD. 131 pp. Chile.
38. Scribano, Adrián (dir.), Barros, Sebastián; Magallanes, Graciela y Boito, María Eugenia. El campo en la ruta. Enfoques teóricos y metodológicos sobre la protesta social rural en Córdoba. Universidad Nacional de Villa Maria. Edit. Copiar. 156 pp. Córdoba. 2003.
39. Scribano, Adrián. Una Voz de Muchas Voces. Acción Colectiva y Organizaciones de Base. De las prácticas a los conceptos. SERVIPROH. 150 pp. Córdoba. 2003.
40. Scribano, Adrián. De gures, profetas e ingenieros. Ensayos de Sociología y Filosofía. ISBN 987-9357-39-6. Edit. Copiar. 153 pp. Córdoba. 2002.
41. Scribano, Adrián. Introducción al Proceso de Investigación en Ciencias Sociales. ISBN 987-6930-85-0. Edit. Copiar. 172 pp. Córdoba. 2002.
42. Scribano, Vagliente y Barros (coordinadores). Portal 1, Primeras Jornadas de Estudios Sociales. Instituto Pedagógico de Ciencias Sociales. Universidad Nacional de Villa María. 232 pp. Córdoba. 2000.
43. Scribano, Adrián. Epistemología y Teoría: Un estudio introductorio a Habermas, Bourdieu y Giddens. ISBN N.º 950-746-018-7. Centro Editor de la Secretaría de Ciencia y Tecnología de la Universidad Nacional de Catamarca. 251 pp. Catamarca. 1999.
44. Giménez, Enrique y Scribano Adrián (Comp.). Red de Filosofía y Teoría Social, Tercer Encuentro. ISBN 950-746-015-2. Centro Editor de la Secretaría de Ciencia y Tecnología de la Universidad Nacional de Catamarca. 240 pp. Catamarca. 1998.
45. Scribano, Adrián (Edit.).Red de Filosofía y Teoría Social, Segundo Encuentro. ISBN 950-746-009-8. Centro Editor de la Secretaría de Ciencia y Tecnología de la Universidad Nacional de Catamarca. 230 pp. Catamarca. 1997.
46. Scribano, Adrián (comp.). Red de Filosofía y Teoría Social, Primer Encuentro. Centro Editor de la Secretaría de Ciencia y Tecnología de la Universidad Nacional de Catamarca. Diciembre 1995. 260 pp. Catamarca. 1995.
47. Scribano, Adrián. Curso Introductorio al Proceso de Investigación en Ciencias Sociales. Centro Editor de la Secretaría de Ciencia y Tecnología de la Universidad Nacional de Catamarca. 160 pp. Catamarca. 1995.
48. Scribano, Adrián .Teoría Social y Hermenéutica. Centro Editor de América Latina. Colección: Los Fundamentos de las Ciencias del Hombre. N.º 141. Buenos Aires. 1994.

#### Capítulos en libros
1. Scribano, A. (2020) Lo común, el tú y los otros. En Luis Herrera (Com.) Cosmopolítica, democracia, gobernanza y utopía. Análisis transdisciplinares en diferentes contextos. Centro Editor de Ciencias Sociales Ecuador, p. 213-212.
2. Scribano, A. (2020) The Other as a Threat: Consequences of 9/11 for Politics of Sensibilities in the Global South In Korstanje, M. Allegories of a Never-Ending War: A Sociological Debate Revolving Around the War on Terror and 9/11, Nova Science Publisher, NY.
3. Scribano, A. (2019) Confianza en la Sociedad 4.0 en Cervio, A y Busto Garcia, B. “Confianza y Políticas de las sensibilidades.” ESEditores Buenos Aires ; Año: 2019; pp. 147-168.
4. Scribano, A. (2019) El otro lado del padecer en Freddy Timmerman El padecimiento de la felicidad en la civilización neoliberal. ESEditora; Buenos Aires; p. 15 - 1.
5. Scribano, A., De Sena, A. y Lisdero, P. (2018) "Childhood and socialization: a look from the sociology of bodies / emotions". En Socialization - a multidimensional perspective Morese, R; Palermo, S. y Nervo, J (Ed.) IntechOpen Croatia. ISBN 978-1-78923-308-7.
6. Korstanje, M. E., Scribano, A., & Timmermann, F. A. (2018). Terrorism in the Age of Information: Unpuzzling the Connection of Terrorism and the Media in the Fourth Industrial Revolution. In Z. Fields (Ed.), Handbook of Research on Information and Cyber Security in the Fourth Industrial Revolution (pp. 478-496). Hershey, PA: IGI Global. doi:10.4018/978-1-5225-4763-1.ch016
7. Scribano, A. (2018) “Epílogo. Investigación social, estética y política en la actualidad”. En Gandia, C.; Vergara, G.; Lisdero, P.; Cena, R.; Quattrini, D. (Comp.) Metodologías de la investigación: Estrategias de indagación II. Buenos Aires: Estudios Sociológicos Editora.
8. Scribano, A. y Lisdero, P. (2017) “Acciones Colectivas 2020: notas para una agenda desde el Sur Global”. En Salazar Pérez, R. y Heinrich, M., El rostro difuminado de la sociedad 2020 en América Latina. Colombia - Buenos Aires: ElAleph.com S.R.L. ISBN 978-987-3990-21-2. E-book. Pg. 43-98. Referato.
9. Scribano, Adrián y De Sena, Angélica (2016) "La Argentina desalojada: un camino para el recuerdo de las represiones silenciadas (2008-2012)". En Maya Aguiluz Ibargüen (coordinadora) Visibilidades de la violencia en Latinoamérica: la repetición, los registros y los marcos (pp. 207-238). Centro de Investigaciones Interdisciplinarias en Ciencias y Humanidades. Universidad Nacional Autónoma de México. ISBN 978-607-02-8082-5. www.ceiich.unam.mx/0/53Debat.php. DF. México; p. 280.
10. Scribano, A. (2016). “Cuerpos-en-expresión: una mirada para su análisis” en Valderrama, M. & Gaona, C. Artes y Culturas. Ed. McGraw-Hill/Education, Madrid, ISBN 978-84-48612-59-7 (en prensa).
11. Scribano, Adrián (2016) “Disruptores endócrinos como catástrofe silenciosa” Benegas Loyo, D. y Otero, D. (ed.) Los cuerpos expuestos. Emergencia y Catástrofes. Buenos Aires: Timbó Ediciones. ISBN 978-987-45882-1-0; pp. 73-84.
12. Scribano, Adrián y De Sena, Angélica (2016) “Cuerpos débiles: energías, políticas alimentarias y depredación de bienes comunes”. En Paulo Henrique Martins y Marcos de Araújo Silva (org.) Democracia, Pós-desenvolvimiento e gestão de bens comus. Perspectivas da América Latina e do Caribe. Anablume Editora. Brasil; pp. 115-128 ISBN 978-85-391-0824-4.
13. Scribano, A. (2015) “Una aproximación al estado de las sensibilidades en Argentina desde la(s) Politica(s) de la Perversión” Rafael Sánchez Aguirre (Comp.) Sentidos y sensibilidades: exploraciones sociológicas sobre cuerpos/emociones. ESEditora, Bs. As. ISBN 978-987-3713-07-1, pp. 141-161.
14. Scribano, A. 2015 “Metodología de la Investigación Social en el Siglo XXI: Notas sobre algunos desafíos”. En Soto, W. Ciencias Sociales y Relaciones Internacionales: nuevas perspectivas desde América Latina / editado por Willy Soto Acosta. - 1 ed. -- Heredia, C. R. : Escuela de Relaciones Internacionales de la Universidad Nacional-CLACSO, pp. 421-443.
15. Scribano, A. 2015. “Disruptores endócrinos y distribución desigual de nutrientes: las catástrofes del siglo XXI” en Robinson Salazar Pérez; Marcela Heinrich (Comp.) Sociodialogando a propósito de las calamidades. ISBN 978-987-1701-95-7 Ciudad Autónoma de Buenos Aires: Elaleph.com, pp. 31-56.
16. Scribano, A (2015) "Pensar los cuerpos del futuro: Apuntes sobre los "Limites" (En el siglo XXI) de esa cosa Llamada cuerpo" En M. Ledesma: Justicia, Derecho y Sociedad: Debates interdisciplinarios para el análisis de la Justicia en el Peru. Lima: Centro de Estudios Constitucionales. . Tribunal Constitucional de Perú ISBN 978-612-46954-0-7 Pag 407-424.
17. Scribano, A. (2015) "Interludio: Consumo, Disfrute Inmediato y Desechos: hacia una caracterización metonímica de unas sociedades depredatorias", en Gabriela Vergara (comp.), Recuperadores, residuos y mediaciones. Análisis desde los interiores de la cotidianeidad, la gestión y la estructuración social…: ESE Editora (Buenos Aires). ISBN 978-987-3713-02-6; pp. 135-154.
18. Scribano, A. and Moshe, M. (2014). Spectacles for Everyone: Emotions and Politics in Argentina, 2010-2013. In Mira Moshe (Ed.), The Emotions Industry Nova Science Publishers, ISBN 978-1-63321-566-5 New York, pp. 161-180.
19. Scribano, A. 2014 “Prologo” En Paulo Henrique Martins [et.al.] Guía sobre post-desarrollo y nuevos horizontes utópicos Estudios Sociológicos Editora, 2014. E-Book. ISBN 978-987-3713-03-3 Buenos Aires, pp. 11-20.
20. Scribano, A. 2014 “Esperanzas, Virtudes y Vida en Común” En Paulo Henrique Martins [et.al.] Guía sobre post-desarrollo y nuevos horizontes utópicos. Estudios Sociológicos Editora, 2014. E-Book. ISBN 978-987-3713-03-3 Buenos Aires, pp. 67-73.
21. Scribano, A. (2014) “Interludio. Indagando sensibilidades: aproximaciones metodológicas desde la expresividad y la creatividad” en Magallanes, G.; Gandia, C. y Vergara, G. (Comp.) Expresividad, creatividad y disfrute. 1a ed. - Ciudad Autónoma de Buenos Aires: Estudios Sociológicos Editora; Córdoba: Universitas - Editorial Científica Universitaria, 2014. E-Book. ISBN 978-987-3713-01-9; pp. 103-119.
22. Scribano, A. 2013 “Ciudades Coloniales: Límites, Márgenes y Bordes” en Margarita Camarena Luhrs (coordinadora) Circulaciones materiales y simbólicas en América. Colección del Instituto de Investigaciones Multidisciplinarias, Facultad de Ingeniería, Universidad Autónoma de Querétaro México, pp. 127-146.
23. Scribano, A. 2013 “Una Sociología de los cuerpos y la emociones desde Carlos Marx” en Scribano (Comp.) Teoría Social, Cuerpos y Emociones Estudios Sociológicos Editora. ISBN 978-987-28861-4-1, pp. 45-70. Bs. As.
24. Scribano, A. 2012 “Prólogo. El Capitalismo como Religión y Segregación Racializante: dos claves para leer las fronteras de la gestión de las emociones”, en Ivan Pincheira (Coord.): Archivos de Frontera. El gobierno de las emociones en Argentina y Chile del presente, ISBN 978-956-9065-18-7, Santiago de Chile, Editorial Escaparate, pp. 13-25.
25. Scribano, A. y Nievas, F. 2012 "Dilemas y conjeturas sobre la certidumbre" en Sociología del cuerpo: gritos apagados y voces del mañana: violencia, derechos humanos y certi-dumbre / Robinson Salazar Pérez... [et al.]; compilado por Sonia Winer; Luis Ernesto Ocampo Banda; Robinson Salazar Pérez. - 1a ed. - Buenos Aires: Elaleph.com ISBN 978-987-1701-52-0, pp. 264-280.
26. Scribano, A. y Boito, E. 2012 “Fiesta y amor” en Scribano, A, Magallanes, G y Boito, M. E. (Comp.) 2012 La fiesta y la vida. Estudios desde una sociología de las prácticas intersticiales Edit. CICCUS, Bs. As., pp. 25-50 ISBN 978-987-1599-92-9.
27. Scribano, A. y Boito, E 2012 “Experiencias festivas: una recuperación teórico-metodológica” en Scribano, A, Magallanes, G y Boito, M. E. (Comp.) 2012 La fiesta y la vida. Estudios desde una sociología de las prácticas intersticiales Edit. CICCUS, Bs. As., pp. 113-137 ISBN 978-987-1599-92-9.
28. Scribano, A. 2012 “La fiesta como práctica intersticial: huellas teóricas” en Scribano, A, Magallanes, G y Boito, M. E. (Comp.) 2012 La fiesta y la vida. Estudios desde una sociología de las prácticas intersticiales Edit. CICCUS, Bs. As., pp. 219-236 ISBN 978-987-1599-92-9.
29. Scribano, A. y Artese, M. 2012 “Emociones y Acciones Colectivas. Un bosquejo preliminar de su situación hoy” Cervio, A. L. (Comp.) 2012 Las tramas del sentir. Ensayos desde una sociología de los cuerpos y las emociones. ESE Editora ISBN 978-987-26922-5-4; pp. 85-105.
30. Scribano, A. y Espoz. M. B. “Negro de mierda, Geometrías Corporales y Situación Colonial” en Scribano y Ferreira Corpos em Concerto: diferenças , desigualdades, desconformidades Editora da Universidade Federal de Pernambuco. pp. 97-126, ISBN 978-85-7315-884-7, Recife, Brasil. 2011.
31. Scribano, A. “Prólogo” en Nievas, F. “Aproximaciones sociológicas” Proyecto Editorial. pp. 7-19 ISBN Bs. As. 2011.
32. Scribano, A. y Aimar, L. “Prólogo” Galak, E. y D’hers, V (Comp.) Estudios sociales sobre el cuerpo: prácticas, saberes, discursos en perspectiva Estudios Sociológicos Editora pp. 9-14 ISBN 978-987-26922-0-9. Bs. As 2011.
33. Scribano, Adrián “Epílogo. Lo popular, lo subalterno y la indecisión del Imperio” en Boito, M. E., Toro Carmona, E. I, y Grosso, J. L. (Comp.) Transformación social, memoria colectiva y cultura(s) popular(es) Estudios Sociológicos Editora pp. 306-320 ISBN 978-987-26922-1-6. Bs. As. 2011.
34. Scribano Adrián “Cuerpo, Emociones y Teoría Social Clásica. Hacia una sociología del conocimiento de los estudios sociales sobre los cuerpos y las emociones” En José Luis Grosso y María Eugenia Boito. (Comp.) Cuerpos y Emociones desde América Latina. CEA-CONICET. Doctorado en Ciencias Humanas. UNCa. ISBN 978-987-26549-1-7, pp. 15-38 2010.
35. Scribano, Adrián. “Las sensibilidades prohibidas: el epílogo de un libro sobre la transformación social”. En Scribano. Adrián y Lisdero Pedro (comp.) Sensibilidades en juego: miradas múltiples desde los estudios sociales de los cuerpos y las emociones CEA. Unidad Ejecutora Universidad Nacional de Córdoba. ISBN 978-987-26549-0-0, pp. 246-257 2010.
36. Scribano, Adrián. Primero hay que saber sufrir…!!! Hacia una sociología de la “espera” como mecanismo de soportabilidad social. En Scribano. Adrián y Lisdero Pedro (comp.) Sensibilidades en juego: miradas múltiples desde los estudios sociales de los cuerpos y las emociones CEA. Unidad Ejecutora Universidad Nacional de Córdoba. ISBN 978-987-26549-0-0, pp. 169-192 2010.
37. Scribano, A. “Estrategias de indagación social, multiplicidad y conocimiento: una mirada hacia el siglo XXI” en Burity, Rodrigues y Secundino “Desigualdades e Justica Social: Diferencas Culturais & Políticas de Indentidade”. pp. 201-226, Editora Agumenvm. ISBN 978-85-98885-97-1, Belo Horizonte, Brasil, 2010.
38. Scribano, A., Juliana Huergo y Martin Eynard “El hambre como problema colonial: Fantasias Sociales y Regulación de las Sensanciones en la Argentina después del 2001”. En Scribano y Boito El purgatorio que no fue. Acciones Profanas entre la esperanza y la soportabilidad. Ed. CICCUS. ISBN 9789871599301; pp. 23-49 Buenos Aires. 2010.
39. Scribano, A. “Narrando por un sueño: rostrocidades segregacionistas y prácticas intersticiales” Scribano y Boito “El purgatorio que no fue. Acciones Profanas entre la esperanza y la soportabilidad.” Ed. CICCUS. ISBN 9789871599301; pp. 249-265 Buenos Aires. 2010.
40. Scribano, Adrián “Las Prácticas del Querer: el amor como plataforma de la esperanza colectiva” en Amor y Poder. Replanteamientos esenciales de la época actual Camarena, M. y Gilabert C. (Coord.) Universidad Intercultural de Chiapas. Razón y Acción, AC. México, pp. 17-33. 2010.
41. Scribano, Adrián “Filosofía de las ciencias sociales y estudios sociales sobre los cuerpos”, en Cecilia Hidalgo y Verónica Tozzi (compiladoras), Filosofía para la ciencia y la sociedad. Indagaciones en honor a Félix Gustavo Schuster, Coedición CICCUS-CLACSO, Buenos Aires, Argentina ISBN 978-987-1599-29-5 pp. 205-219. 2010.
42. Scribano, Adrián. Reciprocidad, Emociones y Prácticas Intersticiales en América Latina e Brasil em Perspectiva. Paulo Herique Martins y Rógerio de Souza Medeiros (Comp.) Editora Universitária UFPE Recife, Brasil pp. 189-204. 2009.
43. Scribano, Adrián. ¿Por qué una mirada sociológica de los cuerpos y las emociones? A Modo de Epílogo en Scribano, A, y Figari, C. (Comp.) Cuerpo(s), Subjetividad(es) y Conflicto(s) Hacia una sociología de los cuerpos y las emociones desde Latinoamérica CLACSO-CICCUS 2009 ISBN 978-987-9355-91-6; pp. 141-151; 2009.
44. Scribano, Adrián. Capitalismo, cuerpo, sensaciones y conocimiento: desafíos de una Latinoamérica interrogada. En Sociedad, cultura y cambio en América Latina Julio Mejía Navarrete (editor). Universidad Ricardo Palma. ISBN 978-9972-236-86-0 Lima. Perú. ISBN 978-85-386-0056-5; pp. 89-110; 2009.
45. Scribano, Adrián Epistemología de la Investigación Cualitativa en Latinoamérica: Un esquema introductorio. En José Vicente Tavares-dos-Santos (org.).Mundialização e Sociologia Crítica da América latina. (XXV Congresso da ALAS - Associação Latino-americana de Sociologia - Porto Alegre. Brasil, 2005).Porto Alegre,Editora da UFRGS. Brasil; pp. 219-234. 2009.
46. Scribano, Adrián Ciudad de mis sueños: hacia una hipótesis sobre el lugar de los sueños en las políticas de las emociones en Levstein, A. y Boito, E. (Comp.) De Insomnios y Vigilias en el Espacio Urbano Cordobés. CEA-CONICET, UNIVERSITAS, ISBN 978-987-243-431-1; pp 9-27, 2009.
47. Scribano, A. ”Re-tomando las sensaciones: Algunas notas sobre los caminos expresivos como estrategia para la investigación cualitativa” en Ayala Rubio Silvia coord. Experiencias y reflexiones desde la investigación social. México, CUCEA Universidad de Guadalajara, pp. 103-123. 2008.
48. Scribano, Adrián Llueve sobre mojado: pobreza y expulsión social en Bertolotto, M.I. y Lastra, M.E. (Comp.) Políticas Públicas y Pobreza. En el escenario post 2009 978-987-22559-7-8 Cefomar Editora-FSCS-UBA, pp. 36-57. 2008.
49. Scribano, Adrián. Conocimiento Social e Investigación Social en Latinoamérica. En Cohen, N. y J. I. Piovani (comps.), La metodología de la investigación en debate. Buenos Aires y La Plata: Eudeba - Edulp. pp. 87-117. 2008.
50. Scribano, Adrián. Salud, dinero y amor…! Narraciones de estudiantes universitarios sobre el cuerpo y la salud”. En Adrián Scribano (Comp) Policromía Corporal. Cuerpos, Grafías y Sociedad. CEA-CONICET. Universidad Nacional de Córdoba. Universidad de Guadalajara. Colección Acción Social, Jorge Sarmiento Editor, Universitas, 2007. ISBN 987-572-132-8. 310 pag Córdoba. 2007.
51. Scribano, Adrián ¡Vete tristeza... viene con pereza y no me deja pensar!... hacia una sociología del sentimiento de impotencia. En Luna, R. y Scribano, A. (compiladores) Contigo Aprendí… Estudios Sociales de las Emociones CEA-Universidad Nacional de Córdoba. CUSCH-Universidad de Guadalajara. 2007; pp 21-42. Córdoba. 2007.
52. Scribano, Adrián .La Sociedad hecha callo: conflictividad, dolor social y regulación de las sensaciones. En Scribano, Adrián (Comp.). Mapeando Interiores. Cuerpo, Conflicto y Sensaciones. CEA-Universidad Nacional de Córdoba. Jorge Sarmiento Editor; pp. 118-142. Córdoba. 2007.
53. Scribano, Adrián y Magallanes, Graciela. La enseñanza de la metodología de la investigación: hacia una visión reflexiva de la práctica académica. En Manuel Luna et. al. La Investigación en la Universidad Nacional de Villa María. Villa María. Córdoba. Argentina pp. 161-175. 2007.
54. Scribano, Adrián . Abajo y a la Izquierda está el corazón . En Scribano, Adrián (Comp.) Zapatismo: La Otra Campaña. Apuntes de Investigación. CEA-Universidad Nacional de Córdoba.; CIIS 2006; pp. 30-32. ISSN 1850-3616; ISBN 987-23156-0-4. Córdoba. 2006.
55. Scribano, Adrián. Cuando las Aguas Bajan: La Mirada de los pobres sobre las consecuencias de la crisis argentina del 2001 en la Ciudad de Córdoba. En Carlos Masse Narváez (Coordinador).Poderes Locales y Desarrollo Municipal. Actores Sociales e Institucionales. El Colegio Mexiquense, AC. Zinacantepec. Ed. IEEM UAEM, pp. 139-160. México. 2006.
56. Scribano, Adrián. Dalton, Roque (1935-1975). En Anderson, Gary y Herr, Kathryn (eds.) 2007 Encyclopedia of activism and social justice. SAGE Publications, Nueva York; pp. 418. USA.
57. Scribano, Adrián. Conflicto y Estructuración Social: Una Propuesta Para Su Análisis. En Eliseo Zeballos Zeballos; Jose Vicente Tavares Do Santos; Darío Salinas Figueredo. (Editores). América Latina: hacia una nueva alternativa de desarrollo Universidad Nacional de San Agustín. Arequipa. Editorial UNSA; pp. 54-68. Perú. 2005.
58. Scribano, Adrián. El Tractorazo: su análisis desde una visión retrospectiva. En Adrián Scribano (dir.) El campo en la ruta. Enfoques teóricos y metodológicos sobre la protesta social rural en Córdoba. Universidad Nacional de Villa Maria. Edit. Copiar; pp. 11-53. Córdoba. 2003.
59. Scribano, Adrián. Identidades Políticas y Acción Colectiva: El Tractorazo en el sur cordobés. En AA.VV La Investigación en la Universidad Nacional de Villa María, Años 2001-2002. UNVM; pp. 185-196. Cordoba. 2002.
60. Scribano, Adrián. Aspectos Epistemológicos de la Teoría de la Dependencia. Un aporte a la historia de las Ciencias Sociales en Latinoamérica. En Lorenzano, P. y Tula Molina, F (Comp). Filosofía e Historia de la Ciencia del Cono Sur. Universidad Nacional de Quilmes Edit. 259-269 ISBN 987-9173-82-1; 512 pp. Buenos Aires. 2002.
61. Scribano, Adrián. Los Otros, Nosotros y Ellos: Hacia una Caracterización de las Prácticas Políticas en Contextos de Exclusión. En Molina, F.- Yuni, J. (coord.). Reforma Educativa, cultura y política, FLACSO-Temas Grupo Editorial. Bs.As.; pp. 103-118. Buenos Aires. 2000.
62. Scribano, Adrián .Ciencias Sociales y Teología de la Cultura. Un aporte a la historia de las Ciencias Sociales. En Latinoamérica. En Estudios Epistemológicos III. AAVV. Instituto de Epistemología. Universidad Nacional de Tucumán. pp. 321-327. Tucumán. 2000.
63. Scribano, Adrián. La Sociología como Ciencia Incomoda. En Scribano, Vagliente y Barros (coordinadores) Portal 1, Primeras Jornadas de Estudios Sociales. Universidad Nacional de Villa María. Córdoba. 2000.
64. Scribano, Adrián . Argentina Cortada: “Cortes de Ruta” y Visibilidad Social en el Contexto del Ajuste. En Margarita López Maya Editora Lucha Popular, democracia, neoliberalismo: Protesta Popular en América Latina en los Años del Ajuste. Nueva Visión. Venezuela., pp. 45-71. ISBN 980-317-149-6. Venezuela. 1999.
65. Scribano, Adrián. Texto Sociológico y Metáfora. En Enrique Giménez y Adrián Scribano (Comp.). Red de Filosofía y Teoría Social, Tercer Encuentro. Centro Editor de la Secretaría de Ciencia y Tecnología de la Universidad Nacional de Catamarca. ISBN 950-746-015-2; pp. 221-240. Catamarca 1998.
66. Scribano, Adrián. Ontología e Imagen del Mundo: Algunas Hipótesis para su interpretación. En Adrián Scribano (edit.) Segundo Encuentro de la Red de Filosofía y Teoría Social. Centro Editor de la Secretaría de Ciencia y Tecnología de la Universidad Nacional de Catamarca. ISBN 950-746-009-8; pp. 209-225. Catamarca. 1997.
67. Scribano, Adrián . Post-Empirismo y Rol Normativo de la Filosofía de las Ciencias Sociales. En Adrián Scribano (Comp.). Red de Filosofía y Teoría Social. SEDECyT. UNCa. pp. 231-252. Catamarca. 1996.
68. Scribano, Adrián. Los Derechos Humanos y la Cultura Política después de los experimentos Neoliberales Autoritarios En Exequiel Rivas (comp.). Principios Fundantes del Consenso y Acción Común. ILADES. Santiago de Chile. Enero; pp. 61-64. Chile. 1986.

Publicaciones con Referato
1. Scribano, A. (2020). Esthétique de l’amour filial : un regard de sociologie du corps et des émotions. Sociétés, 149(3), 103-120. Scribano, A. (2020).[24]
2. La guerra de las curvas: pandemia, sensibilidades y estructuración social. Simbiótica. Revista Eletrônica, 7(1), 53-68. Scribano, A. (2020).
3. El amor filial como práctica intersticial: Una etnografía digital. Empiria. Revista de metodología de ciencias sociales, [S.l.], n.º 47, pp. 19-151, mayo 2020. ISSN 2174-0682. Fecha de acceso: 17 de septiembre de 2020. Scribano, A. and De Sena, A .(2020).[25]
4. The New Heroes: Applause and Sensibilities in the Era of the COVID-19. Culture e Studi del Sociale, 5(1), Special issue, 273-285. Scribano, A. and Jingting, Z. (2019).
5. Internet Celebrities Bodies/Emotions in China’s Society 4.0. Debats. Journal on Culture, Power and Society, 4, 189-200. Scribano, A. y De Sena, A. (2019).[26]
6. « Los programas sociales como mecanismos de “represión desapercibida” en Argentina (2007-2019).
7. Un análisis desde las políticas de las sensibilidades », Polis [En línea], 53 | 2019, Publicado el 01 octubre 2019, consultado el 28 octubre 2019. Scribano, A. (2019).
8. El amor filial como acción colectiva y Confianza. Sociologias, Porto Alegre, ano 21, n.º 52, set-dez, pp. 104-131 Scribano, A. (2019)
9. Sociology, emotions and society in Latin America: a short systematisation, Emotions and Society, vol 1, no 2, 147-161, DOI: 10.1332/263168919X15664311976691 Scribano, A. (2018).[27]
10. “Sociology of Bodies/Emotions: The Perspective of Karl Marx”. Quaderni di Teoria Sociale n. 2 | 2018, pp. 149-172; Morlacchi Editore, Perugia, Italia Rebughin, P. y Scribano, A. (2018).
11. “Embodied emotions between constructivism and ontologism. A reflection from the sociology of Alberto Melucci”, en Social Science Information. SAGE Publications. Oct 11, 2018 | OnlineFirst Scribano, A. y Lisdero, P. (2018).
12. “Experiencia visual e Investigación Social: hacia una crítica de la economía política de la mirada digital”, en Religación. Revista de Ciencias Sociales y Humanidades. N9, vol 3. ISSN 2477-9083. Scribano, A. (2017).
13. “Drones: una manera de ver”, en Boletín Científico, Sapiens Research. Sapiens VOL 7(2)-2017; pp. 65-77. ResearchGrouphp. Scribano, Adrián, & Lisdero, Pedro. (2017).
14. Saqueos en la Argentina: algunas pistas para su comprensión a partir de los episodios de Córdoba - 2013. Caderno CRH, 30(80), 333-351. Scribano, A. and Korstanje, M. E. (2017).[28]
15. “Emotions and epistemology: a path for reconsideration in the 21st century” Int. J. of Human Rights and Constitutional Studies 2017 - Vol. 5, N.º 2; pp. 111-129; Scribano, A. and De Sena, A. (2017).
16. “Social policies and sensitivities management: an approach from the sociology of the body/emotions”. EUREKA: Social and Humanities, [S.l.], n.º 3, pp. 26-37, mayo. Scribano, A. & Miguez, M. (2017).
17. Esquisse sur les Études Sociales sur les Corps et Émotions en Amérique Latine. Corps, 15,(1), 319-328. doi:10.3917/corp1.015.0319. Scribano, A. (2017).[29]
18. “Amor y acción colectiva: una mirada desde las prácticas intersticiales en Argentina”. Aposta. Revista de Ciencias Sociales, 74, 241-280. Scribano, A. (2017).
19. “Miradas cotidianas. El uso de Whatsapp como experiencia de investigación social”, en Revista Latinoamericana de Metodología de la Investigación Social. N.º 13, año 7, abril-sept.2017, Argentina; pp. 8-22. Scribano, A. (2017).
20. “Instaimagen: mirar tocando para sentir”, en Revista Brasileira de Sociologia da Emoção (RBSE), v. 16, n.º 47, pp. 45-55, agosto de 2017, ISSN 1676-8965. Scribano, A. (2016).
21. “Cuerpos, Emociones y Sociedad en Latinoamérica: una Mirada desde nuestras propias prácticas” en Revista Latinoamericana de Estudios sobre Cuerpos, Emociones y Sociedad. N.º 20. Año 8. Abril 2016-julio2016. Argentina; pp. 12-26. Scribano, A. (2016)
22. Banalización del Bien: o el “amor” en tiempos de cólera. En Revista Brasileira de Sociología da Emoção. V.15. N.º 44. Agosto 2016. ISSN 1676-8965 Scribano, A. (2016).
23. The sociology of happiness in Buenos Aires. En Journal of Humanities and Social Science (IOSR-JHSS). Vol.21. Issue 12. Ver.3. Dec 2016. Pune, India pp 29-38. e ISSN 2279-0837, p ISSN 2279-0845. Scribano, A. (2016).
24. Estudios sociales sobre cuerpos/emociones en Latinoamérica, un bosquejo sobre contenidos. En Política y Sociedad. Escuela de Ciencia Política. N.º 53. Octubre 2016. Guatemala; pp. 204-217. ISSN 2518-4733 Scribano, A. (2016).
25. La sociología de los cuerpos y las emociones en América Latina a través del GT26 ALAS. En Espacio abierto. Vol. 25. N.º 4. Oct-dic 2016. Venezuela. En prensa. Scribano, A. (2015).
26. “Acción Colectiva y Conflicto Social en contexto de normalización” En Boletín Onteaiken. N.º 20. Noviembre 2015. pp 31-42 ISSN 1852-3854 Scribano, A., De Sena, A., y Cena, R 2015.[30]
27. “Social Policies and Emotions in Latinamerica: a theoretical approach to their Analysis” . Corvinus Journal of Sociology and Social Policy Vol.6 (2015) 2, 3-19 DOI:10.14267/cjssp.2015.02.01 Budapest Scribano, A., Gabriela Vergara, G., Pedro Lisdero, P. y Quattrini, D. 2015.[31]
28. “Labor, Emotions And Social Structuration In Argentina” The International Journal of Social Sciences and Humanities Invention Volume 2 issue 11 2015 page no.1679-1688 ISSN 2349-2031 Scribano, A. y Sanchez, R. 2015
29. “Notes on the social study of collective sensibilities through music”, Journal of Global Research in Education and Social Science 4(4): 201-211, 2015 International Knowledge Press www.ikpress.org UK Scribano, A. 2015.
30. “La Esperanza como contracara de la Depredación: Notas para una defensa del futuro” Revista Actuel Marx/Intervenciones, N.º 19, segundo semestre 2015, Santiago, Chile. ISSN 0718-0179; pp. 175-193 Scribano, A. 2015.
31. “Comienzo del Siglo XXI y Ciencias Sociales: Un rompecabezas posible”, Polis [En línea], 41 | 2015, Publicado el 20 septiembre 2015, consultado el 29 febrero 2016. DOI: 10.4000/polis.11005 Scribano, A. 2015.
32. “Notas sobre conflictos, acciones colectivas, protestas y movimientos sociales a principios de un siglo” Boletín Onteaiken N.º 19 - Mayo 2015, pp 1-7, Scribano, A., Lisdero, P. y Bloch, B. 2014.
33. “Sensibilités en conflit: Travail, protestation et expressivité dans une expérience de récupération d’entreprise en Argentine. Teme 2/2014 Časopis za društvene nauke. niš april - jun 2014. udk: 1+3 ISSN 0353-7919 Scribano, A., Ferreras, J. y Sánchez. (2014).
34. “Diálogos sonoros” ASRI - Arte y Sociedad. Revista de Investigación. N.º 7 (2014) ISSN 2174-7563, Málaga, España, pp. 1-10 Scribano, A., Boragnio,A., Bertone, J y Lava, P. 2014.
35. “Huellas de una innovación metodológica: “experiencias del comer”, un proceso en producción” NORUS - Novos Rumos ISSN Sociológicos Programa de Pós-Graduação (PPGS) em Sociologia, da Universidade Federal de Pelotas, Brasil. 79-103 Scribano, Adrián y De Sena, Angélica 2014.
36. "Prácticas educativas y gestión de las sensibilidades: aprehendiendo a sentir". Revista Publicatio UEPG: Ciências Humanas, Linguistica, Letras e Artes. Universidade Estadual de Ponta Grossa, Paraná. v. 22, n.º 2. ISSN 1676-8493. Scribano, A. 2014.
37. “El don: entre las prácticas intersticiales y el solidarismo”. Sociologias, Porto Alegre, Universidade Federal do Rio Grande do Sul. Instituto de Filosofía e Ciencias Humanas. Programa de Pós-Graduaçao em Sociologia Porto Alegre. ISSN 1807-0337, Brasil, ano 16, n.º 36, mayo/agosto; pp. 74-103. Scribano, A. y De Sena, A. 2014.
38. “Consumo Compensatorio: ¿Una nueva forma de construir sensibilidades desde el Estado?” Revista Latinoamericana de Estudios sobre Cuerpos, Emociones y Sociedad. N.º 15. Año 6. Agosto 2014 - Noviembre 2014. Argentina. ISSN 1852-8759; pp. 65-82. Scribano, A. 2014.
39. Entrevista Bailada: Narración de una travesía inconclusa. Intersticios, Vol. 8, n.º 2, pp. 103-112. Madrid, España Scribano, A. 2014.
40. “A look at some acts of violence and silenced repressions: evictions in Argentina” Research on Humanities and Social Sciences ISSN (Paper)2224-5766 ISSN (Online)2225-0484, Vol.4, No.5, 2014; pp. 68-79 Scribano, A. 2014.
41. “World Images and The Time-Space Notions: From An Epistemological Point of View” Indian Journal of Research. ISSN 2250-1991 Volume : 3, Issue : 2, Feb 2014. pp 91-93 Scribano, A. 2013.
42. “El don según Pablo González Casanova: Lecciones de un clásico para la elaboración de Teorías Sociales del Sur”. REALIS Revista de Estudos AntiUtilitaristas e PosColoniais www.revista-realis.org ISSN 2179-7501 Vol. 3 N.º 2 jul-dez. 261-263 Scribano, A. 2013.
43. “La religión neo-colonial como la forma actual de la economía política de la moral” Rev. Prácticas y Discursos. Año 1. N.º 2; pp. 1-20 ISSN 2250-6942 CES. UNNE. Corrientes, Argentina. Scribano, A. 2013.
44. “Con el sudor de tu frente: una sociología de los cuerpos/emociones en Marx desde la comida y el hambre”. Rev. Horizontes. ISSN 2346-8645 Asociación Argentina de Sociología AAS. Año 1 N.º 2 Julio-Diciembre, Buenos Aires; pp. 78-85 Scribano, A. y Cena, R. 2013.
45. "Sensibilidades colonizadas: Imágenes del Mundo, Política de las Emociones y Políticas Sociales desde una aproximación conceptual", Revista "YUYAYKUSUN". Revista del departamento de Humanidades de la Universidad Ricardo Palma, Lima-Perú. En prensa Scribano, A. 2013.
46. “Una aproximación conceptual a la moral del disfrute: Normalizacion, consumo y espectáculo.” RBSE - Revista Brasileira de Sociologia da Emoção. Volume 12 - Número 36 - Dezembro, 738-751 Paraiba, Brasil - ISSN 1676-8965. Scribano, A. 2013.
47. “Cuerpos y emociones en El Capital” Nómadas N.º 39 Octubre; pp. 29-45. Universidad Central, Colombia. Scribano, A. y De Sena, A. 2013.
48. "Los Planes de asistencia social en Buenos Aires: una mirada desde las políticas de los cuerpos y las emociones". En, Aposta Revista de Ciencias Sociales. ISSN 1696-7348. Madrid. España. N.º 59 (correspondiente a octubre, noviembre y diciembre). De Sena, A. y Scribano A. 2013.
49. "Violencia(s) en contexto(s) de pobreza. Formas, voces y naturalizaciones". En Revista de Sociología. N.º 23, julio de 2013; pp. 231-255. Facultad de Ciencias Sociales. Escuela Académico Profesional de Sociología. Universidad Nacional Mayor de San Marcos ISSN 1605-8933. Scribano, A. y Machado Aráoz, H. 2013.
50. “Presumidamente blanca… Notas para entender la violencia racializante.” Boletín Onteaiken No 15 ‐ Mayo 2013 http://onteaiken.com.ar/ver/boletin15/1-1.pdf ISSN 1852-3854 Scribano, A. 2013.
51. Expressive Creative Encounters: A Strategy for Sociological Research of Expressiveness Global Journal of Human Social Sciences. Sociology & Culture GJHSS (2013) Volume 13 Issue 5: 33-38. Online ISSN 2249-460X & Print ISSN 0975-587X. USA Scribano, A & D`hers V 2013.
52. “Latin America, Body, Memory and Cyberspace” SEPHIS e-Magazine Special Issue: Everyday in the Global South. Vol. 9 N.º 2, Abril, pp. 25-34. Adrián Scribano 2012.
53. “Sociología de los cuerpos/emociones” Revista Latinoamericana de Estudios sobre Cuerpos, Emociones y Sociedad. N.º 10. Año 4. Diciembre 2012-marzo de 2013. Argentina. ISSN 1852-8759; pp. 91-111. Adrián Scribano. 2012.
54. “Cuerpos, Emociones y Sociedad: Una lectura desde Walter Benjamin” Dossiê Sociologia e Antropologia dos Corpos e das Emoções da RBSE - Revista Brasileira de Sociologia da Emoção, vol. 11, n. 33, de dezembro de 2012 ISSN 1676-8965, Paraiba, Brasil, pp. 674-696 Scribano, A. y Espoz. M. B. 2012.
55. “El animal que esta en mi: La zoomorfización como practica ideológica asociada a las estructura de experiencias de jóvenes en situación de segregación.” Controversias y Concurrencias Latinoamericanas. ISSN 2219-1631 ALAS D.F.; pp. 21-48 Adrian Scribano. 2012.
56. "Body, Colours and Emotions in Buenos Aires: an approach from Social Sensibilities" en Arctic & Antarctic / International Journal on Circumpolar Sociocultural Issues Volume 6 Number 6 / 2012: 27-40 ISSN 1851-4685 Foundation for High Studies on Antarctica and Extreme Environments, Bs. As. Scribano, A. y Seveso Zanin, E. 2012.
57. La cabeza contra el muro. Geopolítica de La seguridad y prácticas policiales. Revista de Ciencias Sociales, DS-FCS, vol. 25, n..º 30, julio 2012. Montevideo, pp. 12-30 Adrián Scribano. 2012.
58. Interdicciones colectivas, violencia y movimientos sociales, hoy Revista Actuel Marx/Intervenciones, N.º 13, segundo semestre 2012, Santiago, Chile. ISSN 0718-0179; pp. 19-39 Scribano, A. 2012.
59. “No tenemos buenas noticias” Onteaiken Boletín sobre Prácticas y Estudios de Acción Colectiva N.º 13 Año 7; pp. 1-9. ISSN 1852-3854 Scribano, A., Boito, M. E., Espoz, M. B., 2012.
60. Introducción al monográfico sobre “Lecturas en torno a las corporalidades y sensibilidades de la Argentina post- 2001”, en Papeles del CEIC, vol. 2012/1, , CEIC (Centro de Estudios sobre la Identidad Colectiva), Universidad del País Vasco, ISSN 1695-6494. Scribano, A. Cena, R. y Peano, A. 2012.
61. “Políticas de los cuerpos y emociones en los sujetos involucrados en acciones colectivas en la ciudad de Villa María”, en Papeles del CEIC, n.º 77, CEIC (Centro de Estudios sobre la Identidad Colectiva), Universidad del País Vasco, ISSN 1695-6494 Scribano, A. 2011.
62. “Hacia unas ciencias sociales del sur. pensar las prácticas autonómicas entre el imperialismo, la dependencia y el neocolonialismo” Pensamento Plural 4- [8]: 5-36, janeiro/junho. UFPel, Pelotas, Brasil ISSN 1982-2707 Scribano, A. 2011.
63. “Sociology and Epistemology in Studies on Social Movements in South America” Sociologija. Mintis ir veiksmas, Vol 28  ISSN 1392-3358, Vilnius University, Lithuania, pp. 131-148. Scribano, A. (2011).
64. “Vigotsky, Bhaskar y Thom: Huellas para la comprensión (y fundamentación) de las Unidades de Experienciación”. RELMIS Revista Latinoamericana de Metodología de la Investigación Social. N.º 1. Año 1. Abril - Sept. de 2011. Argentina. ISSN 1853-6190; pp. 21-35. Scribano, A. (2011).
65. “Teorías sociales del sur: hacia una mirada post-independentista” Estudos de Sociologia Vol. 16, N.º 2 Julho a Dezembro, pp. 115-134, Editora Universitária da UFPE, Recife, Brasil (ISSN 1415-000X). Scribano, A. (2011).
66. Un bosquejo conceptual del estado actual de la sujeción colonial. SINAIS - Revista Eletrônica - Ciências Sociais. Vitória: CCHN, UFES, Edição n.09, v.1, Junho. 2011; pp. 43-75. ISSN 1981-3988 Scribano, A. y Eynard, M. (2011).
67. Hambre individual, subjetivo y social (reflexiones alrededor de las aristas límite del cuerpo) Boletín Científico Sapiens Research Vol. 1 (2)-2011; pp. 65-69. ISSN-e: 2215-9312 Scribano, A. y Cervio, A.L. (2010).
68. “La ciudad neo-colonial: Ausencias, Síntomas y Mensajes del poder en la Argentina del siglo XXI”, en Revista Sociológica, Octubre Año 2, N.º 2. Colegio de Sociólogos del Perú. ISSN 2076-5398, pp. 95-116 Scribano, A. (2010) “TESIS 1: Colonia, Conocimiento(s) y Teorías Sociales del Sur”  Onteaiken Boletín sobre Prácticas y Estudios de Acción Colectiva N.º 10 Año 5; pp. 1-22. ISSN 1852-3854 Scribano, A. (2010).
69. “Un bosquejo conceptual del estado actual de la sujeción colonial.”  Onteaiken Boletín sobre Prácticas y Estudios de Acción Colectiva N.º 9 Año 5; pp. 1-26 ISSN 1852-3854 Scribano, A., Eynard, M y Huergo, J. (2010).
70. Alimentación, energía y depredación de los bienes comunes: la invisibilidad de la expropiación colonial. Onteaiken Boletín sobre Prácticas y Estudios de Acción Colectiva N.º 9 Año 5; pp. 26-45 ISSN 1852-3854 Scribano, A. y Boito, M.E. (2010).
71. "La ciudad sitiada: una reflexión sobre imágenes que expresan el carácter neo-colonial de la ciudad (Córdoba, 2010)", en Actuel Marx Intervenciones, N.º 9, ISSN 0718-0179, Santiago de Chile, pp. 239-259. Scribano, Adrián 2010 “Estados represivos: Políticas de los cuerpos y prácticas del sentir” Revista Brasileira de Sociologia da Emoção, v. 9, n.º 25, de abril de 2010; ISSN 1676-8965, pp. 98-140 Paraiba, Brasil Scribano, A y Lisdero, P. (2009).
72. “Trabajo, Intercambios recíprocos, y prácticas intersticiales”, en “Politica e Trabalho”, N 31, OCLC 909682523. Septiembre de Universidade Federal da Paraíba - Programa de Pós-Graduacao em Sociologia. pp 213-230 Scribano, Adrián. 2009.
73. "Sociología de la felicidad: el gasto festivo como práctica intersticial", Yuyaykusun. N.º 2, Departamento Académico de Humanidades de la Universidad Ricardo Palma, Lima, Perú. ISSN 2073-6150; pp. 173-189 Scribano, A. y Vergara. G. 2009.
74. Feos, sucios y malos: la regulación de los cuerpos y las emociones en Norbert Elías CADERNO CRH, v. 22, n.º 56, pp. 411-422, Maio/Ago. Salvador, Brasil Scribano, A. y Cabral, X. 2009 Política de las expresiones heterodoxas: El conflicto social en los escenarios de las crisis Argentinas. Convergencia. Revista de Ciencias Sociales. Año 16 N.º 51 Sep.Dic. ISSN 1405-1435; pp. 129-156 UAEM, Toluca. México Scribano, A. y De Sena, A. 2009.
75. Construcción de Conocimiento en Latinoamérica: Algunas reflexiones desde la auto-etnografía como estrategia de investigación Cinta Moebio 34:1-15 Scribano, Adrián y De Sena, Angélica 2009.
76. Las segundas partes sí pueden ser mejores: Algunas Reflexiones sobre el uso de datos secundarios en la investigación cualitativa. Sociologias, Porto Alegre, ano 11, n.º 22, jul./dez. 2009, pp. 100-118. Universidade Federal do Rio Grande do Sul. Instituto de Filosofía e Ciencias Humanas. Programa de Pós-Graduaçao em Sociologia Porto Alegre., Brasil Scribano, Adrián 2009.
77. “Acciones colectivas, movimientos y protesta social: preguntas y desafíos” Conflicto Social, Año 2, N.º 1, Junio Revista del Programa de Investigaciones sobre Conflicto Social - ISSN 1852-2262 Instituto de Investigaciones Gino Germani - Facultad de Ciencias Sociales - UBA; pp. 86-117, Bs. As. Argentina Scribano, Adrián. 2009.
78. “Una periodización intempestiva de las políticas de los cuerpos y las emociones en la Argentina reciente” Onteaiken Boletín sobre Prácticas y Estudios de Acción Colectiva N.º 7 Año 4, Mayo 2009; pp. 1-19 Scribano, Adrián 2009
79. “Más acá” de las demandas: Un mapeo preliminar de las acciones colectivas en Argentina 2003-2007”. Controversias y Concurrencias Latinoamericanas. ALAS Año 1, N.º 1, abril; pp. 179-199. ISSN 2219-1631. D.F. México Scribano, Adrian 2008.
80. Bienes Comunes, Expropiación y Depredación Capitalista. Estudos de Sociologia Vol 12, N.º 1: pp. 13-36. (ISSN 1415-000X). Editora Universitária da UFPE, Recife, Brasil. Scribano, A. 2008.
81. Fantasmas y fantasías sociales: notas para un homenaje a T. W. Adorno desde Argentina Intersticios: Revista Sociológica de Pensamiento Crítico. Vol 2 N.º 2. OCLC 756099820. España. Scribano, Adrián. 2008.
82. Cuerpo, conflicto y emociones: en Argentina después del 2001. Espacio Abierto, 17 abril-junio, 205-230. Dossier Cuerpo y Emociones en América Latina. Universidad de Zulia. Venezuela. ISSN 1315-0006 Scribano, Adrián; Magallanes, Graciela y Gandia, Claudia. La apropiación de la distancias: enseñanza de la metodología de la investigación en Ciencias Sociales. Trabajo enviado a Ciencias Sociales Online Revista Electrónica de Ciencias Sociales Universidad de Viña del Mar. Chile en proceso de evaluación 2006. Scribano, Adrián.
83. La metafísica de la presencia: Obstáculos académicos en la enseñanza de la metodología de la investigación. Revista Cinta de Moebio. N.º 24. Diciembre Universidad de Chile. 2005. Scribano, Adrián.
84. Teoría Política y Dialéctica de la Emancipación Humana en Roy Bhaska. Revista Modernidades Grupo de Estudios sobre la Modernidad dentro del Área de Historia CIFFyH - Universidad Nacional de Córdoba. Año 1. N.º 2, diciembre de 2005. Scribano, Adrián.
85. Orígenes de la Asociación Latinoamericana de Sociología: Algunas Notas a través de la Visión de Alfredo Poviña. Revistas Sociologías. Universidade Federal do Rio Grande do Sul. Instituto de Filosofía e Ciencias Humanas. Programa de Pós-Graduaçao em Sociologia Porto Alegre. Año 7, n.º 14 jul/dez; pp. 50-61. 2005 Scribano, Adrián Co-autoria con Claudia Gandia.
86. Tradiciones Teóricas y Enseñanza de la Metodología de la Investigación en Ciencias Sociales. Revista Investigaciones Sociales. Instituto de Investigaciones Histórico Sociales. Facultad de Ciencias Sociales. Universidad Nacional Mayor de San Marcos. Perú Año VIII N.º 13 pp. 301-310. 2004 Scribano, A y Schuster, F.
87. Protesta Social en la Argentina de 2001: entre la normalidad y la ruptura. Revista Medio Ambiente y Urbanización, Instituto Internacional de Medio Ambiente y Desarrollo IIED- América Latina año 20 N.º 60 Agosto pp 5-12 Bs.As. 2004 Scribano, Adrián.
88. Las representaciones en sociología: una discusión acerca de su centralidad disciplinar. Revista de Sociología. Escuela Académico Profesional de Sociología Facultad de Ciencias Sociales. Universidad Nacional Mayor de San Marcos. Perú. Vol. XIII N.º 15, mayo, pp. 75-86. 2004 Scribano, Adrián.
89. Conocimiento socialmente disponible y construcción de conocimiento sociológico desde América Latina. Revista Investigaciones Sociales. Instituto de Investigaciones Histórico Sociales. Facultad de Ciencias Sociales. Universidad Nacional Mayor de San Marcos. Perú Año VIII N.º 12 Abril, pp 289-311. 2004 Scribano, Adrián.
90. Reflexiones sobre una estrategia metodológica para el análisis de las protestas sociales. Revista Sociologías Universidade Federal do Rio Grande do Sul. Instituto de Filosofia e Ciencias Humanas. Programa de Pós-Graduaçao em Sociologia Porto Alegre año 5, n.º 9 jan/jun pp 64 a 104. 2003 Scribano, Adrián.
91. Pobreza, Ciencias Sociales y Filosofía: Hacia un Análisis de los Supuestos Ontológicos de los Estudios de Pobreza. Revista Cuadernos Facultad de Humanidades y Ciencias Sociales Universidad Nacional de Jujuy N.º 15, Diciembre, ISSN 1668-8104, 97-119. 2002 Scribano, Adrián.
92. Protesta Social en la Argentina de 2001: Entre la Normalidad y la Ruptura .Co-autor con Schuster, F. OSAL N.º 5 CLACSO Septiembre pp. 17-22 2001 Scribano, Adrián.
93. Investigación Cualitativa y Textualidad: La Interpretación como práctica sociológica. Cinta de Moebio N.º 11. Septiembre 2001. Facultad de Ciencias Sociales. Universidad de Chile. Scribano, Adrián.
94. Epistemología y teoría crítica: reflexiones en torno a su impacto en la filosofía de las ciencias sociales en la actualidad. Analogía Filosófica Vol: 14 Nro: 1 PP-0028.8/E005-N3 2000 ISSN 0188-896X Editorial: Centro de Estudios de la Provincia de Santiago de México de la Orden de Predicadores, D.F, México Scribano, Adrián.
95. La Investigación Social en América Latina. Un Análisis en base a la Experiencia del Congreso de ALAS 1999. Cinta de Moebio N.º 9. Diciembre 2000. Facultad de Ciencias Sociales. Universidad de Chile. Scribano, Adrián.
96. Reflexiones Epistemológicas sobre la Investigación Cualitativa en Ciencias Sociales. Cinta de Moebio N.º 8. Septiembre 2000. Facultad de Ciencias Sociales. Universidad de Chile. Scribano, Adrián.
97. Multiculturalismo, Teoría Social y Contexto Latinoamericano. Revista La Factoría. N.º 9 Junio-Septiembre. España. www.lafactoriaweb.com/articulos/scribano9 1999 Scribano, Adrián. Complex Society and Social Theory. Social Science Information. 37 (3) Sept, pp. 493-532. Sage. London-Paris. 1998 Scribano, Adrián.
98. Filosofía de las Ciencias Sociales y Nuevo Experimentalismo. Revista Episteme. Filosofia e História das Ciências em revista. Universidade Federal do Rio Grande Do Sul. Brasil; pp. 23-42. 1998. Scribano, Adrián.
99. La Noción de Causalidad en Max Weber. En Morey y Ahumada (edit.) Selección de Trabajos de las VII Jornadas de Epistemología e Historia de la Ciencia. Escuela de Filosofía. Facultad de Filosofía y Letras. Universidad Nacional de Córdoba. pp. 346-351. 1997 Scribano, Adrián.
100. Post-Empirismo y Filosofía de la Ciencia. Revista Filosofía en el N.O.A. IV Jornadas de Filosofía en el N.O.A. Centro Editor de la Secretaría de Ciencia y Tecnología de la Universidad Nacional de Catamarca; pp. 249-258. 1997. Scribano, Adrián Co-autor con Dalila Pedrini.
101. Sociedade Complexa - Identidade e Açao Coletiva. Entrevista a Alberto Melucci. 2.º Caderno Movimentos Sociais em Estudo e Debate do Núcleo de Estudos e Pesquisas sobre Movimentos Sociais. POS-PUC San Pablo. Brasil. pp. 33 a 63. 1997 Scribano, Adrián Co-autor con Dalila Pedrini.
102. Società Complessa, Identità e Azione Collettiva. Converzazione con Alberto Melucci. Revista Pluri Verso. Anno II, N.º 1. Marzo, pp. 115 a 124. Italia. 1997 Scribano, Adrián. El Problema de la Acumulación de Conocimiento en las Ciencias Sociales. Estudios Sociológicos Vol. XV, N.º 45, septiembre-diciembre, pp. 857-869. Colegio de México. D.F. México. 1997 Scribano, Adrián.
103. Realismo y Post Empirismo. Algunas notas desde la obra de Roy Bhaskar. Actas de las V Jornadas de Epistemología e Historia de la Ciencia. Área Lógico-Epistemológica y CIFFyH. Universidad Nacional de Córdoba. pp. 363-367. Córdoba. 1995 Scribano, Adrián.
104. Sociología de las Ciencias Sociales: Algunas reflexiones en torno al lugar científico y social de las Encuestas. IDEA Revista de la Facultad de Ciencias Humanas. N.º 19; pp. 99-112. Universidad Nacional de San Luis. San Luis. 1995. Scribano, Adrián.
105. Post-Empirismo. Epistemología de las Ciencias Sociales y Giro hermenéutico. Revista de la Facultad de Humanidades. Año 7, N.º 6-7, pp. 41 a 44, Universidad Nacional de Catamarca. 1994. Scribano, Adrián.
106. Movimientos Sociales, Poder y Espacio Social. Revista Desafios Urbanos. Año I, N.º 1. Junio-Julio 1994. Pág 4 al 7. Córdoba. Scribano, Adrián.
107. Epistemología, Construcción de Teoría y Sociología de la Ciencia: Sociología de la Práctica Sociológica en la Obra de Pierre Bourdieu. Actas VII Congreso Nacional de Filosofía. Rio Cuarto. 22 al 26 de Noviembre. 1993. Scribano, Adrián.
108. Acción Comunicativa y Racionalidad de la Interpretación. IV Jornadas de Epistemología e Historia de la Ciencia. Área Lógico-epistemológica de la Escuela de Filosofía y Centro de Investigaciones de la Facultad de Filosofía y Humanidades. Universidad Nacional de Córdoba. Publicado en Actas. 24 y 25 de Septiembre. 1993. Scribano, Adrián Co-autor con Haber, Alejandro.
109. Hacia una Comprensión de la Construcción Científica del Pasado: Ciencia y Arqueología en el Noroeste Argentino. Revista Alteridades. Año 3, N.º 6, pp. 39 a 47. México. 1993. Scribano, Adrián.
110. La Teoría de la Verdad en Jürgen Habermas. Actas de la III Jornadas de Epistemología e Historia de la Ciencia. Área Lógico-epistemológica de la Escuela de Filosofía y Centro de investigaciones de la Facultad de Filosofía y Humanidades. Universidad Nacional de Córdoba. Publicado en Actas. 4 y 5 de Diciembre de 1992. Scribano, Adrián.
111. Pueblo y Cultura. Anuario del Stipendienwerk Lateinamerika Deutschland E.V. Tübingen. Alemania. Diciembre de 1989.